# Высоково (Чуровское сельское поселение)
Высоково — деревня в Шекснинском районе Вологодской области.
Входит в состав сельского поселения Чуровского, с точки зрения административно-территориального деления — в Чуровский сельсовет.
Расстояние по автодороге до районного центра Шексны — 13 км, до центра муниципального образования Чуровского — 4 км. Ближайшие населённые пункты — Сельца, Васильево, Малинуха.
По переписи 2002 года население — 3 человека.